# Bimöhlen
Bimöhlen er en by og en kommune i det nordlige Tyskland, beliggende i Amt Bad Bramstedt-Land i
den vestlige del af Kreis Segeberg. Kreis Segeberg ligger i den sydøstlige del af delstaten Slesvig-Holsten.

## Geografi
Bimöhlen ligger omkring fire kilometer øst for Bad Bramstedt og tolv kilometer syd for Neumünster. Motorvejen A7 fra Hamborg mod Flensburg går gennem den vestlige del af kommunen.
Bebyggelsen Hof Weide og en del af Wildpark Eekholt ligger i kommunens område, som er en del af landskabet Holsteiner Auenland.
Åen Osterau som kan besejles med kano går gennem kommunen, og en del af ådalen udgør habitatområdet "Osterautal" . Hasenmoor i den sydlige del af kommunen er Naturschutzgebiet.